# Isla Darwin (Galápagos)
La isla Darwin (llamada antes isla Culpepper), es una isla ecuatoriana ubicada en el este del océano Pacífico que forma parte del archipiélago de las islas Galápagos. Esta isla fue nombrada así en honor a Charles Darwin, quien hizo famosas las islas a nivel mundial. Tiene una superficie de 1.1 km² (110 hectáreas) y una altura máxima de 168 metros. Se encuentra fuertemente influenciada por la corriente marina cálida de Panamá, proveniente del noreste, lo que le permite mantener una comunidad marina subtropical.
Sin lugares de desembarque seco, las principales atracciones de la isla Darwin se encuentran en su costa del océano Pacífico, que está llena de una espectacular variedad de vida marina. Aquí también pueden observarse aves como ambas especies de fragatas, tres especies de piqueros (Piquero de patas rojas, Piquero de Nazca y el Piquero de Cocos), diversas gaviotas, el Ave del trópico y la Paloma de Galápagos.

## Fauna marina
A diferencia del resto del archipiélago de las Galápagos, el cual está dominado por la contracorriente fría ecuatorial, las aguas de la isla Darwin poseen una temperatura que oscila entre los 22.5 y los 29 °C a lo largo del año, con un máximo durante febrero y marzo. Un estudio cuantitativo de peces en el sector de la isla Darwin y Wolf reveló la mayor biomasa de peces reportada, conformada principalmente por tiburones. Cerca del 73% del total de biomasa correspondió al Tiburón martillo común (Sphryna lewini), Tiburón de Galápagos (Carcharhinus galapagensis) y Tiburón de puntas negras (Carcharhinus limbatus)

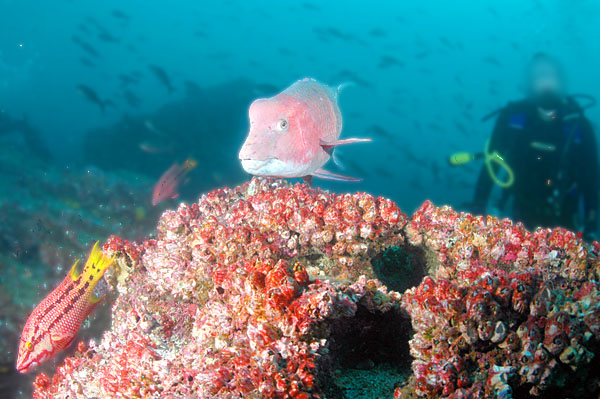
Fauna marina de la Isla Darwin, Archipiélago de las Galápagos

Otro grupo de animales estudiados en esta isla son los corales. En las islas Darwin y Wolf se ha registrado la mayor riqueza y cobertura de corales del archipiélago, siendo el área donde estos organismos se recuperan más rápidamente frente a grandes disturbios como los eventos de ENSO.

## Geología
La isla Darwin y la isla Wolf (a 40 km de distancia) a veces se conocen como Darwin y Wolf o Darwin Wolf. La isla Darwin es la cima de un volcán extinto que alcanza 165 metros sobre el nivel del mar y más de 2.000 metros por debajo del mar; está situada al noroeste del principal grupo de las islas Galápagos. El volcán que forma la isla se ha extinguido, con una última erupción que se cree se produjo aproximadamente hace 400 000 años, por lo que es más joven que Wolf. La lava que fluye alrededor de Darwin es homogénea, se cree que debido a su temprana edad, y tiene una composición química similar a las del Centro de Difusión de Galápagos.
Se cree que lla isla Darwin ha tenido al menos dos períodos eruptivos en su historia, con dos capas de toba separadas por basalto plagioclasa. También existe evidencia que sugiere que la isla Darwin son los restos de una estructura geológica mucho más grande, la cual habría sido erosionada desde la fase eruptiva.

## El Arco de Darwin

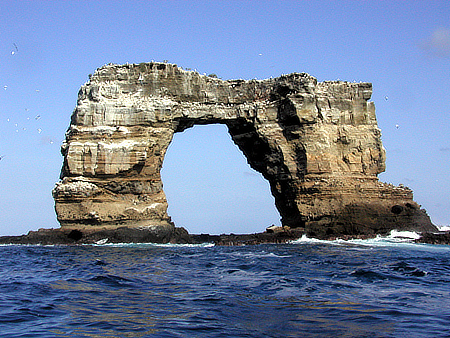
El Arco de Darwin. El arco colapsó el 17 de mayo de 2021 por erosión natural, dejando visible sólo dos pilares.

El Arco de Darwin era un arco de piedra natural que en algún momento habría sido parte de esta gran estructura que se encuentra a menos de un kilómetro de la isla principal de Darwin; es un lugar conocido por los pocos visitantes de la isla. El 17 de mayo de 2021, se reportó el colapso del Arco de Darwin, el atractivo puente natural" ubicado junto a la isla Darwin, la más al norte del archipiélago de Galápagos, como "consecuencia de la erosión natural", indicó el Ministerio de Ambiente de Ecuador.
Isla Darwin no está abierta a las visitas por tierra. Como resultado, los únicos visitantes son los que vienen a bucear; incluso en este caso, debido a la distancia de la isla principal, sólo un número limitado de buques de crucero viene aquí. La vida marina en Darwin es diversa, con grandes cardúmenes de peces. Las aguas de la isla atraen a los tiburones ballena de junio a noviembre, y a tiburones punta negra. Además se pueden encontrar tortugas verdes, mantarrayas y delfines.